# Myxoproteus elongatus
Myxoproteus elongatus is een microscopische parasiet uit de familie Sinuolineidae. Myxoproteus elongatus werd in 1953 beschreven door Shulman. 